# Prvenstvo Jugoslavije u velikom rukometu 1953.
Prvenstvo Jugoslavije u velikom rukometu za 1953. godinu je osvojila momčad 20. Oktobar iz Sarajeva.

## Ljestvica
| poz. | klub.                | ut. | pob. | rem. | por. | po.g | pr.g | bod |
| ---- | -------------------- | --- | ---- | ---- | ---- | ---- | ---- | --- |
| 1.   | 20. Oktobar Sarajevo | 3   | 3    | 0    | 0    | 27   | 20   | 6   |
| 2.   | Železničar Niš       | 3   | 2    | 0    | 1    | 29   | 22   | 4   |
| 3.   | Železničar Beograd   | 3   | 0    | 1    | 2    | 30   | 36   | 1   |
| 4.   | Grafičar Zagreb      | 3   | 0    | 1    | 2    | 24   | 32   | 1   |